# 高野村 (鳥取県)
高野村（たかのそん）は、鳥取県岩美郡にあった自治体である。1896年（明治29年）3月31日までは岩井郡に属した。

## 概要
現在の岩美町池谷（いけだに）・延興寺（えんごうじ）・外邑（とのむら）・小田・大坂・唐川に相当する。蒲生川支流の小田川流域に位置した。
高野の名は高地の野、上流の野の意とされる。
藩政時代には鳥取藩領の岩井郡高野郷に属する池谷村・延興寺村（延江寺村）・大谷村・大坂村・外村・唐川村があった。

## 沿革
- 1877年（明治10年）3月 - 大谷村が小田大谷村と改称する[4]。
- 1881年（明治14年）9月12日 - 鳥取県再置。
- 1883年（明治16年）- 本庄村（後の本庄村大字本庄）に置かれた連合戸長役場の管轄区域となる[1]。
- 1889年（明治22年）10月1日 - 町村制施行により、池谷村・延興寺村・外村・小田大谷村・大坂村・唐川村が合併して村制施行し、高野村が発足。旧村名を継承した6大字を編成。新宮村との組合役場を池谷村に設置[5]。
- 1896年（明治29年）4月1日 - 郡制の施行により、邑美郡・法美郡・岩井郡の区域をもって岩美郡が発足し、岩美郡高野村となる。
- 1914年（大正3年）10月1日 - 「高野村大字○○村」から大字の「村」を削除し、「高野村大字○○」と改称。ただし外村は外邑と、小田大谷村は小田と改称した[6]。
- 1917年（大正6年）9月1日 - 新宮村と合併して小田村が発足。同日高野村廃止[7]。

## 行政

### 歴代組合村長
| 代         | 氏名       | 就任年月日                 | 退任年月日                 | 備考                 |
| ---------- | ---------- | -------------------------- | -------------------------- | -------------------- |
| 初         | 橋本清一郎 | 1889年（明治22年）         | 1890年（明治23年）12月27日 |                      |
| 2          | 米山豊蔵   | 1890年（明治23年）12月29日 | 1892年（明治25年）9月28日  |                      |
| 3          | 加納清治   | 1892年（明治25年）10月22日 | 1894年（明治27年）2月26日  |                      |
| 4          | 中村松太郎 | 1894年（明治27年）2月27日  | 1895年（明治28年）7月22日  |                      |
| 5          | 太田幾蔵   | 1895年（明治28年）7月25日  | 1896年（明治29年）7月23日  |                      |
| 6          | 小倉勝次郎 | 1896年（明治29年）8月1日   | 1901年（明治34年）4月25日  |                      |
| 7          | 田中喜十郎 | 1901年（明治34年）5月1日   | 1902年（明治35年）4月25日  |                      |
| 8          | 森田福蔵   | 1902年（明治35年）5月1日   | 1903年（明治36年）6月20日  |                      |
| 9          | 加納綾蔵   | 1903年（明治36年）8月26日  | 1904年（明治37年）1月30日  |                      |
| 10         | 勝山貞蔵   | 1904年（明治37年）4月8日   | 1905年（明治38年）5月10日  |                      |
| 11         | 勝山豊治   | 1905年（明治38年）5月20日  | 1906年（明治39年）9月27日  |                      |
| 12         | 勝山貞蔵   | 1906年（明治39年）10月4日  | 1908年（明治41年）7月22日  |                      |
| 13         | 太田直太郎 | 1908年（明治41年）8月25日  | 1912年（大正元年）8月24日  |                      |
| 14         | 太田直太郎 | 1912年（大正元年）12月5日  | 1916年（大正5年）12月4日   |                      |
| 15         | 中村松太郎 | 1916年（大正5年）12月20日  | 1917年（大正6年）8月31日   | 合併後小田村長に就任 |
| 参考文献 - |            |                            |                            |                      |

## 教育
- 高野尋常小学校：小田村発足後に旧新宮村の小田尋常高等小学校と合併し、その外邑分校となる。戦後小田小学校となるが1971年に外邑分校廃校。その後小田小学校は統合により岩美町立岩美南小学校となる[1][8]。